# Буйни (Лодзинське воєводство)
Буйни (пол. Bujny) — село в Польщі, у гміні Воля-Кшиштопорська Пйотрковського повіту Лодзинського воєводства.
Населення — 859 осіб (2011).
У 1975-1998 роках село належало до Пйотрковського воєводства.

## Демографія
Демографічна структура станом на 31 березня 2011 року:
|          | Загалом | Допрацездатний вік | Працездатний вік | Постпрацездатний вік |
| -------- | ------- | ------------------ | ---------------- | -------------------- |
| Чоловіки | 425     | 89                 | 299              | 37                   |
| Жінки    | 434     | 91                 | 259              | 84                   |
| Разом    | 859     | 180                | 558              | 121                  |